# Базаров, Борис Яковлевич
Бори́с Я́ковлевич База́ров (настоящая фамилия Шпак; 27 мая 1893, Кельме, Ковенская губерния — 21 февраля 1939, Москва) — советский разведчик-нелегал.

## Биография
Родился в Ковенской губернии. По национальности русский. Окончил Виленское военное училище (1914). Участник Первой мировой войны, взводный (позже — ротный) командир 105-го пехотного полка.
В 1921 году принят на работу в органы ОГПУ, до 1924 года работал в нелегальной разведке на Балканах (Болгария и Югославия). Позже (до 1927 года) — в Полпредстве СССР в Вене.
С 1927 года руководил балканским сектором ИНО ОГПУ. В 1928 году по состоянию здоровья уволился. Проработав недолго в ВСНХ, в том же году вернулся в ОГПУ и был направлен в Берлин, где, будучи заместителем нелегального резидента, осуществовлял общее руководство нелегальными группами.
В 1935—1938 годах — руководитель резидентуры в США.
Владел немецким, болгарским, французским и сербскохорватским языками. Майор госбезопасности.
Арестован 3 июля 1938 года по обвинению в шпионаже, приговорён к высшей мере наказания 21 февраля 1939 года. В тот же день расстрелян. Похоронен на Донском кладбище.
Реабилитирован Военной коллегией ВС СССР 22 декабря 1956 года.

## Награды
В 1930 году в ознаменование 10-летия ВЧК был награждён именным браунингом.